# 한범덕
한범덕(韓凡悳, 1952년 7월 26일 (1952년 음력 6월 5일) - )은 대한민국의 공무원, 정치인이다. 제10대 행정자치부 제2차관과 제27·29대 충청북도 청주시장이다.

## 학력
- 주성국민학교 졸업
- 청주중학교 졸업
- 청주고등학교 졸업
- 서울대학교 동양사학 학사
- 청주대학교 사회복지행정대학원 행정학 석사
- 충북대학교 대학원 행정학 박사

## 경력
- 1979년: 행정고시 22회 합격
- 1994년: 대전직할시 대덕구청장
- 1998년: 청와대 비서실 근무
- 2001년: 오송국제바이오엑스포 사무총장
- 2003년 1월: 충청북도 바이오산업추진단장
- 2003년 7월: 충청북도 기획관리실장
- 2003년 12월 ~ 2006년 1월: 충청북도 정무부지사
- 2006년 2월: 열린우리당
- 2007년: 행정자치부 제2차관
- 2009년: 미래과학연구원장
- 2010년 7월 ~ 2014년 6월: 민선5기 충청북도 청주시장
- 2013년 5월 ~ 2014년 3월: 민주당
- 2014년 3월 ~ 2015년 12월: 새정치민주연합
- 2015년 12월 ~ : 더불어민주당
- 2018년 7월 ~ 2022년 6월 : 민선7기 충청북도 청주시장
- 2018년 9월 ~ 2020년 9월: 전국시장·군수·구청장협의회 감사 겸 충북 협의회장

## 상훈
- 1982년: 문화공보부장관 표창
- 1991년: 국무총리 표창
- 2003년: 홍조근정훈장(3등급)

## 역대 선거 결과
|  | 30.63% |

|  | 63.23% |

|  | 49.26% |

|  | 47.14% |

|  | 57.68% |